# 生命中的美好缺憾
《生命中的美好缺憾》（英語：The Fault in Our Stars）為作者約翰·葛林撰寫的第六本小說。內容為二人都得了癌症的少女Hazel與少年Augustus之間的愛情故事。

## 故事內容
Hazel這個平凡的女孩，與開朗、自信的Augustus本應正值青春盛放年華，卻不幸地分別罹患不治的末期甲狀腺癌及骨肉瘤，Augustus更因此失去半條腿。醫學奇蹟縮小了腫瘤，賦予她更多時間思考。對她而言，她的生命就像一顆不定時炸彈，面對死亡，她只想走得輕巧，不想活在太多人的記憶裡，以免讓她愛的人受到傷害；Augustus的骨肉瘤害他失去半條腿，他仍然肯定生命中簡單的喜悅。只是，他害怕被人遺忘，希望可以累積更多美好的回憶，並且永遠活在人們的記憶裡。
雖說每天活在陰霾底下，猶幸二人雙雙均抱著正能量的人生價值觀，從不會自怨自艾。二人偶然在醫療中心相遇後一見鍾情，很快便情投意合共墮愛河。他們發現，自己身處於這個世界或許不是那麼美好，帶著一絲缺憾的世界裡，並隨時可能畫下句點的生命，遇上心儀的對方，總要格外相知相惜；他們的相遇就有如天上兩顆發亮的星星般，彼此碰撞後方能發出全新光芒......「星星即使在數億光年之外爆炸，光芒仍會留在地球的夜空中。儘管在不完美的命運中相遇，留下的痕跡並非傷痛，而是美好的缺憾」。
奇蹟般的愛療癒著彼此心窩，面對不可預知的生命歷程，Hazel和Augustus怎樣要以有限壽命制勝短暫緣份？在不完美的生命中，真愛，就是大家的唯一美好。

## 電影
- 2014年《生命中的美好缺憾》，由雪琳·伍德莉、安索·艾格特主演。